# Stadtverwaltung Duisburg
Die Stadtverwaltung Duisburg ist die kommunale Selbstverwaltung der Stadt Duisburg.
Die Stadtverwaltung Duisburg besteht aus sieben Dezernaten, die jeweils von einem Beigeordneten als kommunalem Wahlbeamten geleitet werden und dem Dezernat des Oberbürgermeisters. Bei der Stadtverwaltung Duisburg sind rund 7000 Mitarbeiter beschäftigt. Das Durchschnittsalter lag 2013 bei 45,4 Jahren. Nicht enthalten sind dabei die Mitarbeiter bei den rechtlich verselbständigten Wirtschaftsbetrieben Duisburg AöR (ca. 1600). Bei den eigenbetriebsähnlichen Einrichtungen arbeiten weitere 716 Personen (Stand 2013).
Der Oberbürgermeister hat seinen Amtssitz im Duisburger Rathaus am Burgplatz. Mangels eines zentralen Verwaltungsgebäudes verteilt sich die Stadtverwaltung auf zahlreiche größere und kleinere Gebäude im gesamten Stadtgebiet. Die größten Verwaltungsgebäude sind das AEG-Haus Sonnenwall 77, das Hochhaus Friedrich-Wilhelm-Straße 96, das Stadthaus und das Nürnbergerhaus.
Seit 1999 repräsentieren in Nordrhein-Westfalen die Oberbürgermeister ihre Städte und Gemeinden nicht mehr ausschließlich politisch, sondern leiten gleichzeitig die Kommunalverwaltungen. Bis 1999 wurde die Stadtverwaltung durch einen hauptamtlichen Oberstadtdirektor geleitet, während der Oberbürgermeister lediglich der Vorsitzende des Stadtrates war (dies wurde umgangssprachlich als Doppelspitze bezeichnet).

## Gliederung der Verwaltung
Verwaltungsgliederungsplan der Stadt Duisburg (Stand 1. April 2021):

### Dezernat OB
Oberbürgermeister der Stadt Duisburg ist seit dem 1. Juli 2012 Sören Link (SPD).
Untergeordnete Dienststellen:
- OB Stadtkanzlei
- OB-1 Stabsbereich Verwaltung

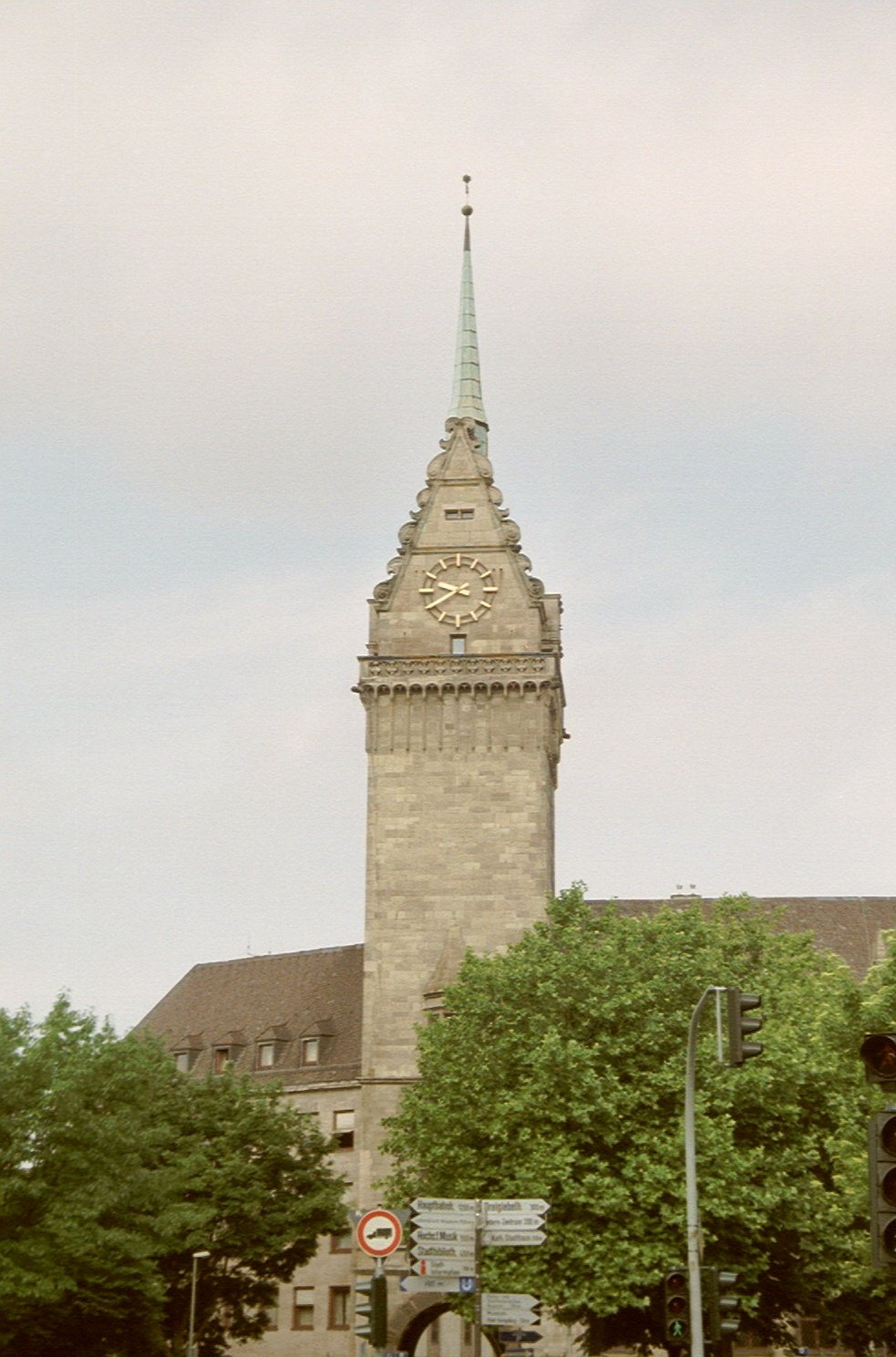
Rathaus Duisburg

- OB-2 Stabsstelle Ratsangelegenheiten
- OB-3 Stabsstelle Compliance, Korruptionsvorbeugung und Unternehmensethik
- OB-4 Referat für Gleichberechtigung und Chancengleichheit
- OB-5 Referat für Koordination von Chinaangelegenheiten
- OB-01 Referat für politische Koordination u. bezirkliche Angelegenheiten
- 90 Amt für bezirkliche Angelegenheiten
- 13 Amt für Kommunikation
- 14 Rechnungsprüfungsamt

### Dezernat I – Finanzen, Beteiligungen, Digitalisierung und Feuerwehr
Untergeordnete Dienststellen:
- I-02 Stabsstelle Digitalisierung

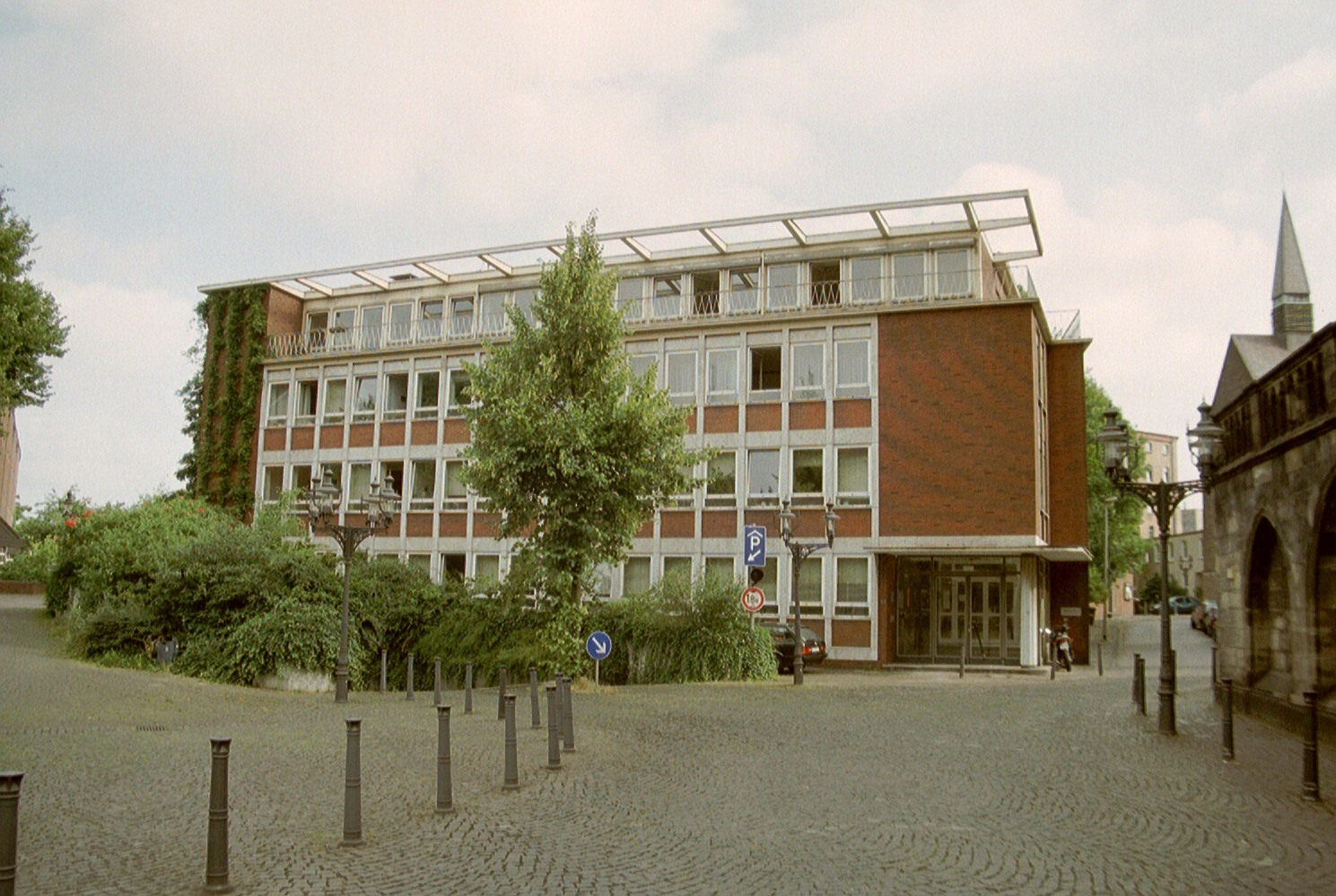
Stadtkämmerei Duisburg

- I-03 Stabsstelle für Wahlen, Europaangelegenheiten und Informationslogistik
- 20 Stadtkämmerei
- 21 Amt für Rechnungswesen und Steuern
- 37 Feuerwehr

### Dezernat II – Recht, Familie und Integration
Untergeordnete Dienststellen:
- II-02 Stabsstelle Datenschutz

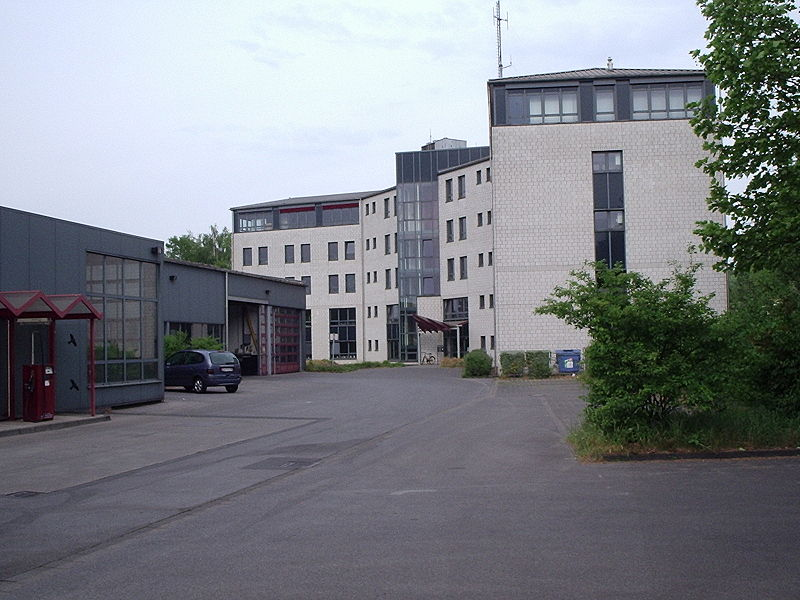
Hauptfeuerwache Duisburg

- II-03 Kommunales Integrationszentrum (KI)
- 30 Rechtsamt einschließlich Submissionsstelle
- 51 Jugendamt (mit ca. 80 Kindertageseinrichtungen)
- 54 Institut für Jugendhilfe

### Dezernat III – Bildung, Arbeit und Soziales
Untergeordnete Dienststellen:
- 40 Amt für schulische Bildung
- 42 Stadtbibliothek Duisburg

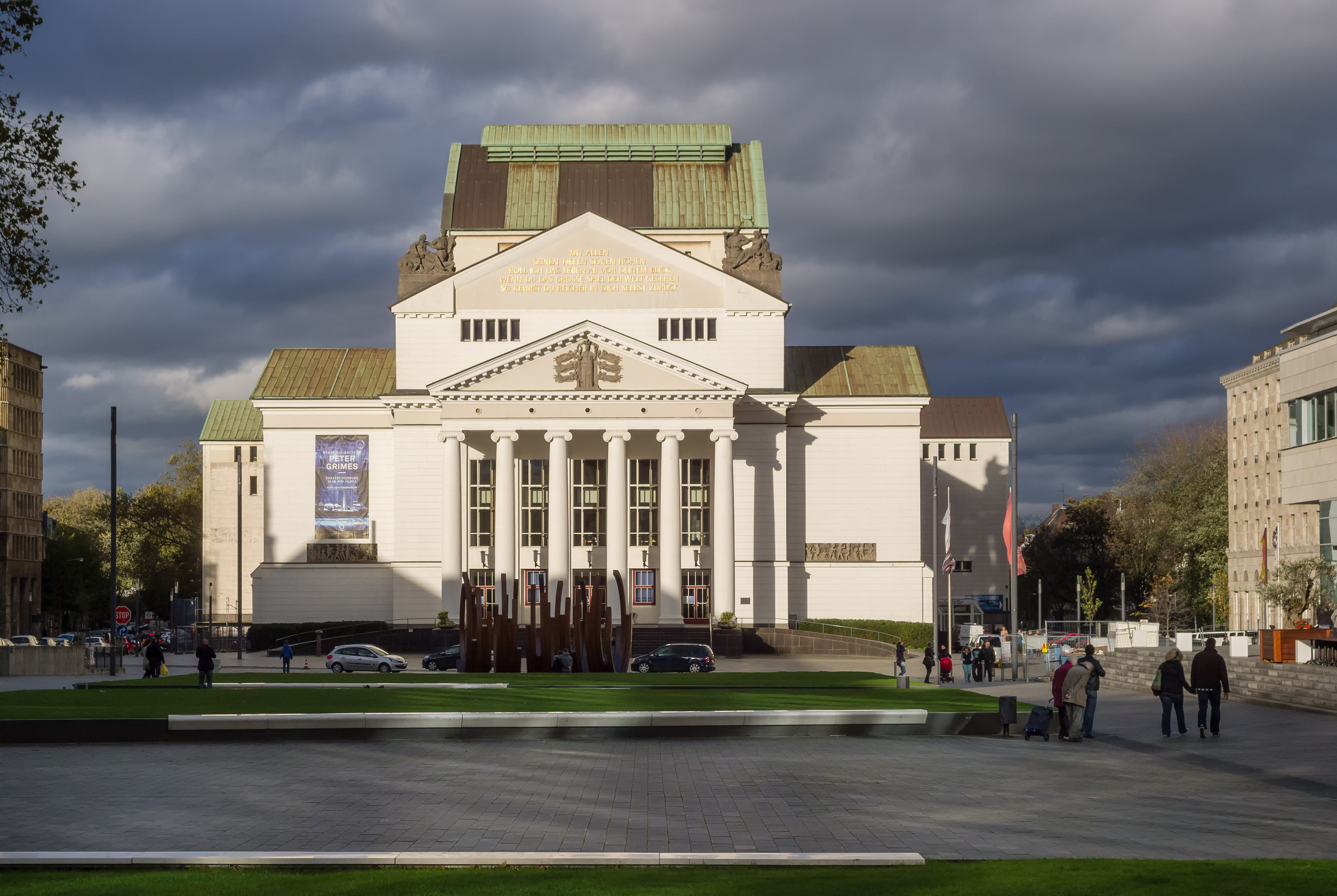
Das Stadttheater Duisburg

- 43 Volkshochschule (VHS) einschließlich Musikschule
- 50 Amt für Soziales und Wohnen
- Jobcenter Duisburg (Gemeinschaftseinrichtung mit der Agentur für Arbeit; Duisburg ist keine Optionskommune)

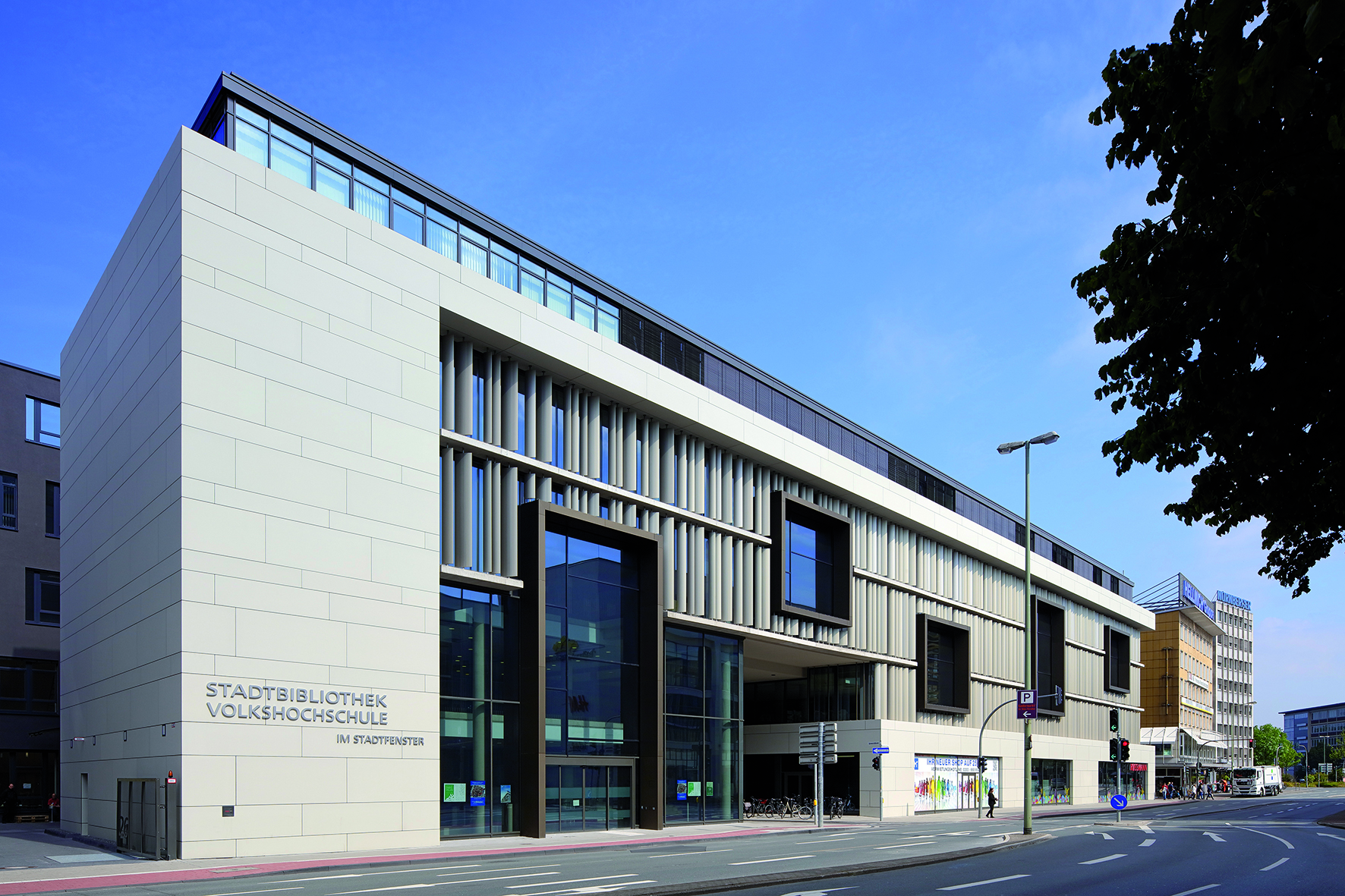
Stadtbibliothek Duisburg

### Dezernat IV – Personal, Qualifizierung, Organisation, Arbeitssicherheit und Arbeitsmedizin
Untergeordnete Dienststellen:
- IV-01 Stabsstelle Zentrales Controlling
- IV-02 Stabsstelle Studieninstitut
- IV-03 Stabsstelle Change Management
- IV-04 Institut für Arbeitssicherheit und Arbeitsmedizin
- 10 Hauptamt inkl. Service-Center „Call Duisburg“
- 11 Personalamt

### Dezernat V – Stadtentwicklung, Mobilität und Sport
Untergeordnete Dienststellen:

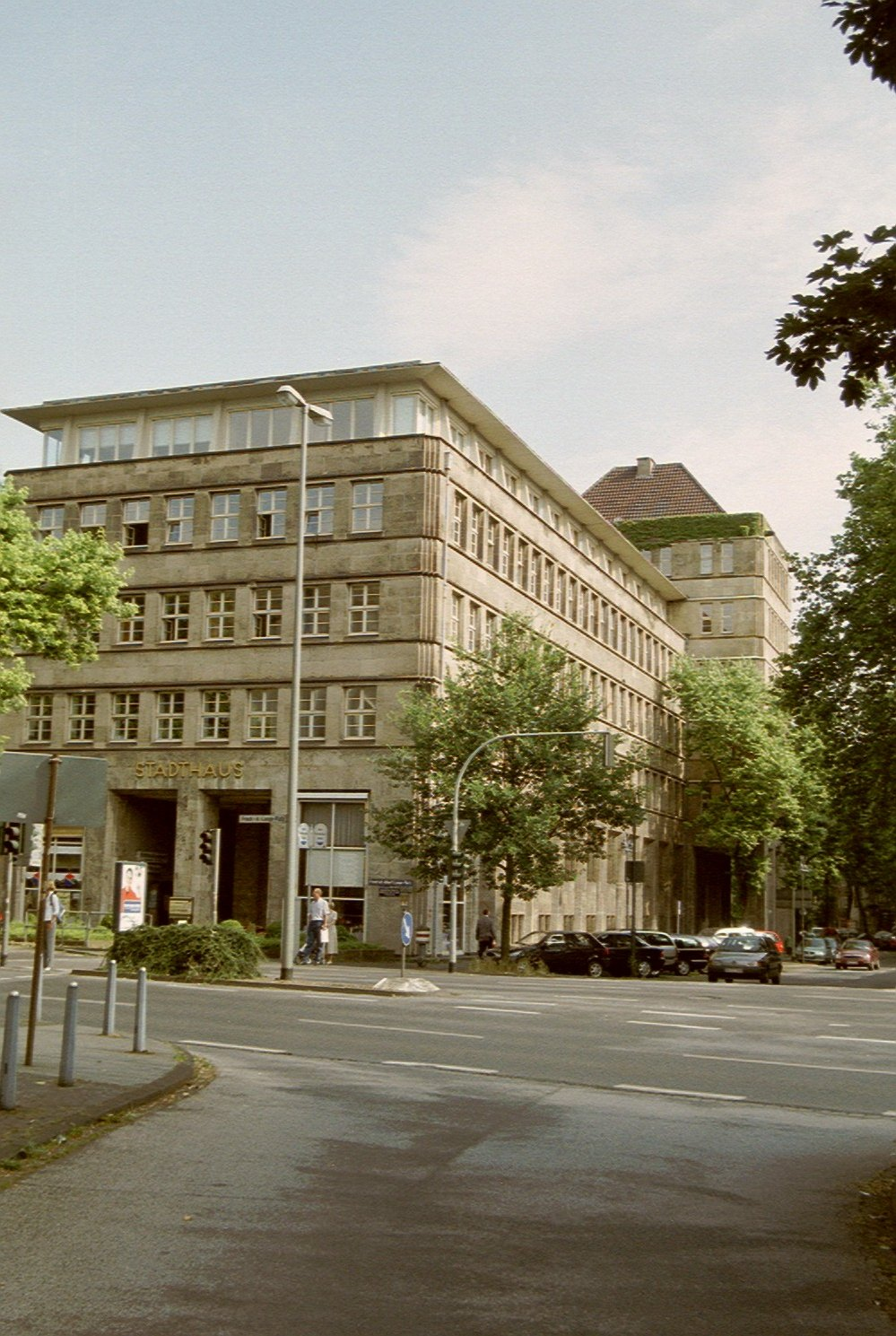
Stadthaus Duisburg

- V-01 Stabsstelle Verwaltung, Finanzen/Controlling
- V-02 Stabsstelle Strategische Stadtentwicklung
- V-03 Stabsstelle Strategische Infrastrukturentwicklung
- V-04 Beratungsstelle Planen, Bauen und Verkehr
- 61 Amt für Stadtentwicklung und Projektmanagement
- 62 Amt für Bodenordnung, Geomanagement und Kataster
- IMD Immobilien-Management Duisburg (eigenbetriebsähnliche Einrichtung)
- DuisburgSport (eigenbetriebsähnliche Einrichtung) einschließlich Sportstätten, Bäder, Veranstaltungen

### Dezernat VI – Umwelt und Klimaschutz, Gesundheit, Verbraucherschutz und Kultur
Untergeordnete Dienststellen:
- VI-02 Stabsstelle Verbraucherschutz
- VI-03 Stabsstelle Klimaschutz
- 31 Amt für Umwelt und Grün einschließlich Internationale Gartenausstellung 2027
- 41 Kulturbetriebe Duisburg, mit:
  - 41-2 Stadttheater Duisburg
  - 41-3 Duisburger Philharmoniker
  - 41-4 Stadtarchiv Duisburg
  - 41-5 Kultur- und Stadthistorisches Museum Duisburg (KSM)
  - 41-6 Museum der Deutschen Binnenschifffahrt
- 53 Gesundheitsamt

### Dezernat VII – Wirtschaft und Strukturentwicklung
Untergeordnete Dienststellen:
- VII-01 Stabstelle für Wirtschafts-, Europa- und Fördermittelangelegenheiten
- VII-02 InvestSupport
- VII-03 City-Management
- VII-04 Stabsstelle Besondere Projekte, Task Force Problemimmobilien
- VII-05 Stabsstelle Sozialleistungsbetrug
- 32 Bürger- und Ordnungsamt (einschließlich Straßenverkehrsbehörde und Standesamt)
- 63 Amt für Baurecht und betrieblichen Umweltschutz

## Kommunale Besonderheiten

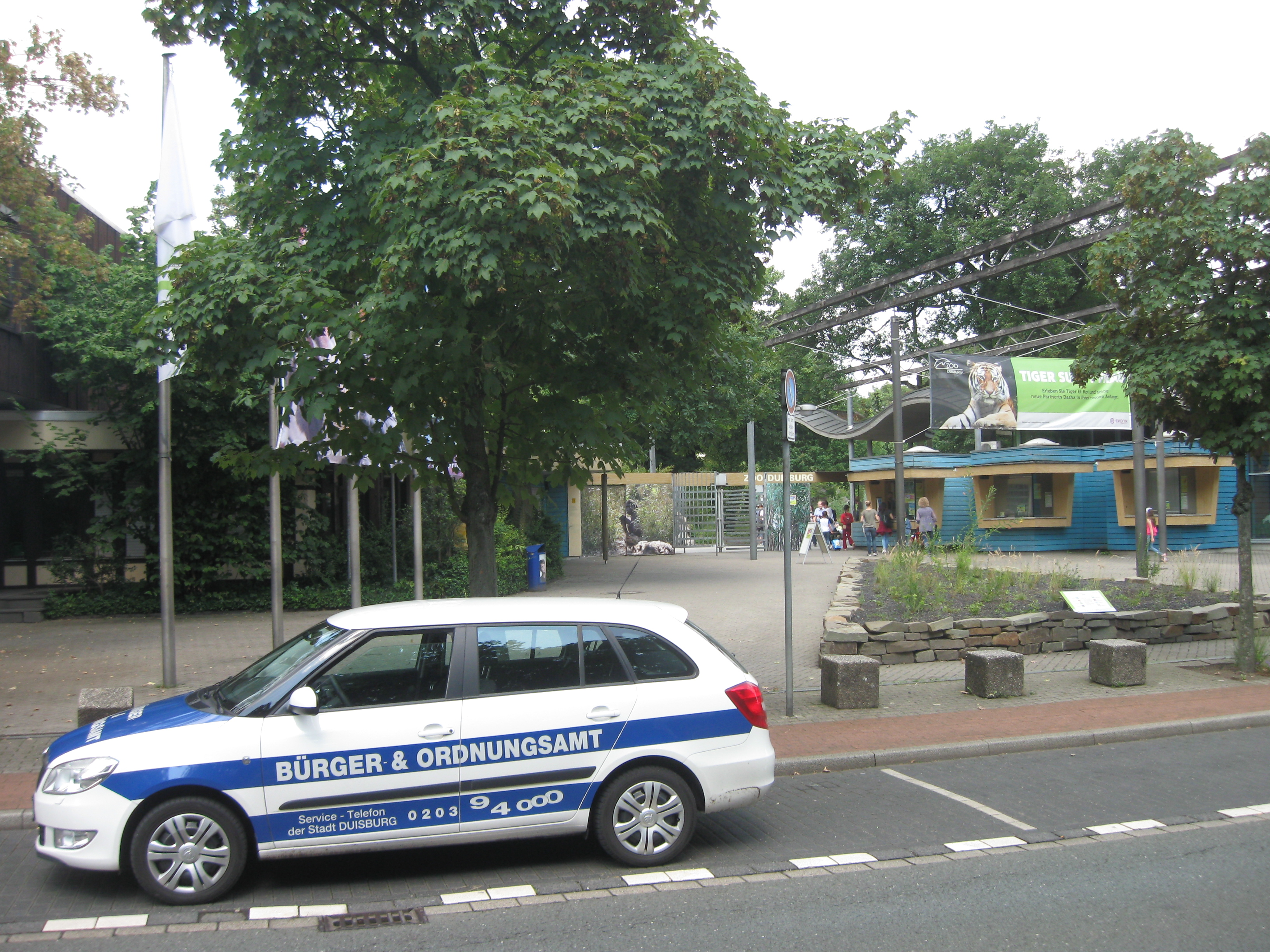
Fahrzeug des Bürger- und Ordnungsamtes am Eingang zum Zoo Duisburg

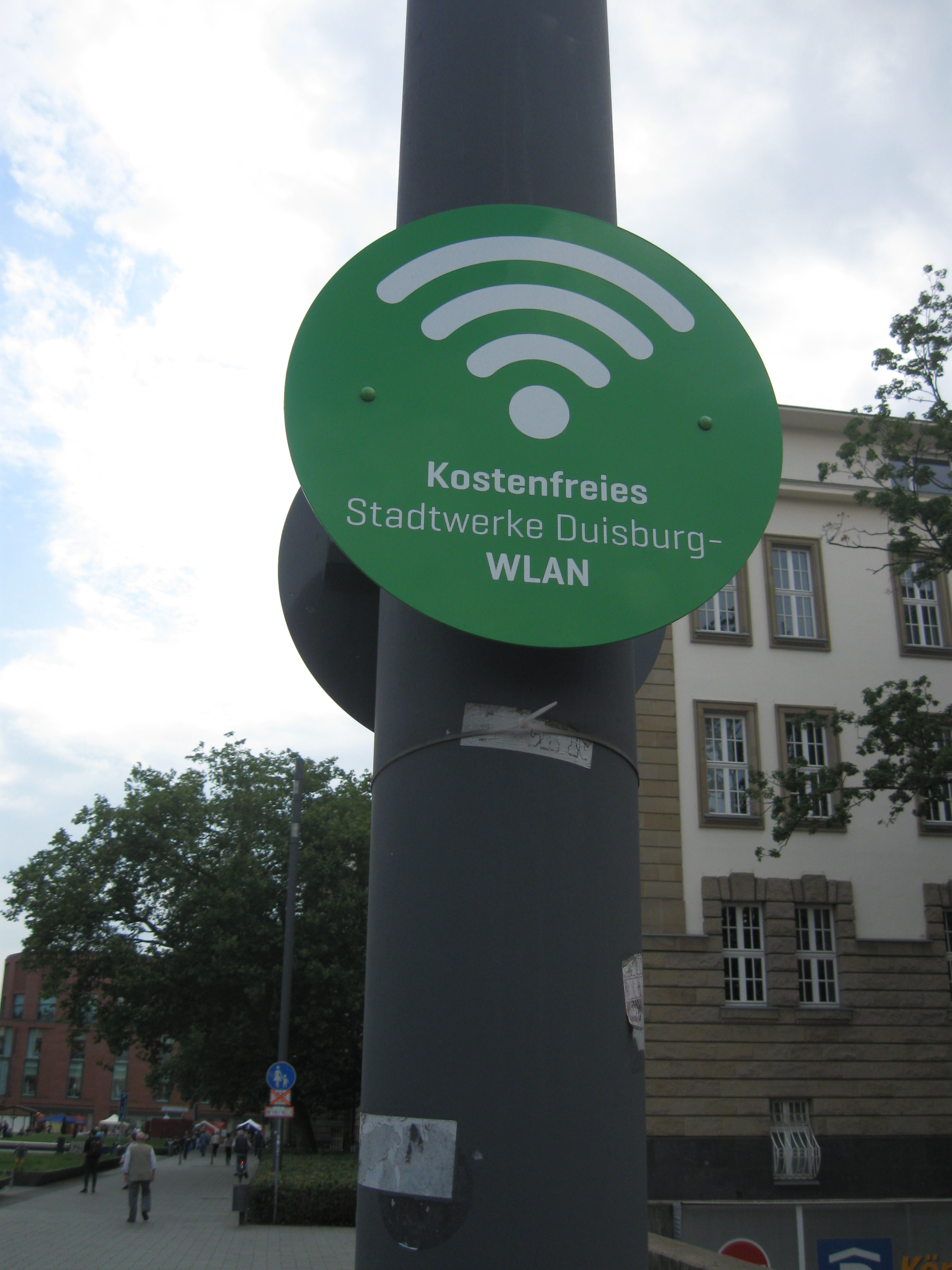
Die Stadtwerke Duisburg bieten kostenfreies WLAN im Stadtzentrum.

### Ausgliederungen und Privatisierungen
In den vergangenen 15 Jahren wurden zahlreiche Teile der Stadtverwaltung ausgegliedert, zum Teil privatisiert. So hatte die Stadtverwaltung im Jahre 2013 rund die Hälfte der Mitarbeiterschaft gegenüber dem Jahre 1999. Daneben wurde in großem Maße Personal direkt abgebaut, wobei seit vielen Jahren keine betriebsbedingten Kündigungen vorgenommen werden, da die Stadt mit den Gewerkschaften und Personalräten sich auf ein Sozialabkommen geeinigt hat, das sozialverträgliche Einsparungen ermöglichen soll.
Nicht direkt zur Stadtverwaltung gehören folgende Einrichtungen, an denen die Stadt Duisburg beteiligt ist:
- Jobcenter Duisburg (eine Gemeinschaftseinrichtung mit der Agentur für Arbeit, vormals Arbeitsgemeinschaft) mit ca. 300 städtischen Beschäftigten
- Wirtschaftsbetriebe Duisburg AöR, 2007 in eine Anstalt öffentlichen Rechts verselbständigt, mit ca. 1.600 Beschäftigten
- Städtische Kliniken und Seniorenheime, seit 2000 zunächst mit Minderheitsanteil der Fa. Sana Kliniken (49 %) als Klinikum Duisburg in private Rechtsform überführt (zwei Krankenhausbetriebsstätten, drei Betriebsstätten für Altenpflegeheime), ca. 1.700 Beschäftigte. 2015 wurden auch die restlichen Anteile der Stadt Duisburg (bis auf 1 %) an die Firma Sana veräußert.
- DVV-Konzern, bestehend aus der Muttergesellschaft Duisburger Versorgungs- und Verkehrsgesellschaft und u. a. den Tochterunternehmen
  - Duisburger Verkehrsgesellschaft (DVG)
  - Stadtwerke Duisburg AG (anteiliger Anteilseigner RWE),
  - DU-IT
  - Octeo (Servicegesellschaft)
- Weitere Eigengesellschaften und Beteiligungen (Aufzählung nicht abschließend)
  - Gesellschaft für Wirtschaftsförderung (gemeinsam mit der IHK)
  - Zoo Duisburg AG
  - Gebag / Duisburger Bau- und Verwaltungsgesellschaft (DBV)
  - Duisport/Logport
  - Frischekontor Duisburg (Umbenennung in Vorbereitung)
  - Entwicklungsgesellschaft Duisburg (EG DU)
  - Innenhafen-Entwicklungsgesellschaft
  - Stiftung Wilhelm-Lehmbruck-Museum
  - Suchthilfeverbund Duisburg (gemeinsam mit der Diakonie)
  - Gesellschaft für Beschäftigungsförderung (GfB)
  - Werkstatt für behinderte Menschen Kalkweg
  - Sparkasse Duisburg (gemeinsam mit der Stadt Kamp-Lintfort)
  - Filmforum Duisburg
  - Duisburg Marketing GmbH (zum 1. Januar 2015 aufgelöst)
  - Deutsche Oper am Rhein (gemeinsam mit der Stadt Düsseldorf)

### Haushaltssicherungskonzepte
Ähnlich wie viele andere Großstädte, insbesondere des Ruhrgebietes, steckt Duisburg seit Jahrzehnten in einer finanziellen Krise. Der Niedergang der Montanindustrie und der Rückgang der damit verbundenen Gewerbesteuereinnahmen bei gleichzeitig steigenden Ausgaben für soziale Zwecke traf Duisburg als seinerzeit monostrukturell geprägte Region stark.
Seit 1977 wurden Haushaltssicherungskonzepte aufgelegt, die oftmals mit Einsparungen auf personellen Gebiet und einer Einschränkung von Infrastrukturangeboten (Bäder, Hallen, Sportplätze, Bibliothekszweigstellen u. ä.) verbunden waren. Einen Haushaltsausgleich hat die Stadt Duisburg dennoch seit mehr als 20 Jahren nicht erzielen können; der Kommunalhaushalt ist seit Jahren nicht mehr seitens der Kommunal- und Finanzaufsicht der Bezirksregierung Düsseldorf genehmigungsfähig gewesen. Nach dem Neuen kommunalen Finanzmanagement, also der vor einigen Jahren für die Kommunen in Nordrhein-Westfalen eingeführten kaufmännischen Buchführung liegt Überschuldung vor, das heißt, das Eigenkapital der Stadt Duisburg ist aufgebraucht.
Sogenannte Kassenkredite sollen kurzfristige Engpässe vermeiden. Die gelegentliche Liquiditätsspritze wurde jedoch für zahlreiche Gemeinden, wie auch Duisburg, zum Dauertropf. Nachdem zahlreiche Haushaltssicherungskonzepte sowie Erhöhungen kommunaler Einnahmen (wie Steuern, Gebühren) nicht den gewünschten Erfolg bringen konnten, soll die Stadt nun mittelfristig durch den sogenannten „Stärkungspakt Kommunalfinanzen“ saniert werden, der von der Landesregierung von Nordrhein-Westfalen 2012 aufgelegt wurde. Hierdurch kann die Stadt mit zusätzlichen Zuweisungen des Landes Nordrhein-Westfalen (zunächst 52,5 Millionen Euro jährlich, ab 2017 degressiv) rechnen, muss allerdings weiter erhebliche Einsparungen vornehmen, was die Attraktivität für Betriebe, Bürger und Beschäftigte der Stadtverwaltung weiterhin auf eine schwere Probe stellt. Die Bezirksregierung Düsseldorf hat im September 2012 den von der Stadtspitze vorgelegten Haushaltssanierungsplan genehmigt. Das Gleiche gilt für die Jahre 2013 und 2014. Der Haushaltsetat 2015, der eine Erhöhung der Grundsteuer B durch Hebesatz 855 Prozent beinhaltet, liegt zur Genehmigung der Bezirksregierung Düsseldorf vor. Annähernd 6000 Duisburger forderten die Bezirksregierung Düsseldorf auf, den Haushalt 2015 nicht zu genehmigen. Die Genehmigung erfolgte im Oktober 2015, nachdem die Stadt Duisburg zusätzliche Erklärungen zur wirtschaftlichen Situation der DVV abgegeben hatte.

### Mitarbeitervertretung

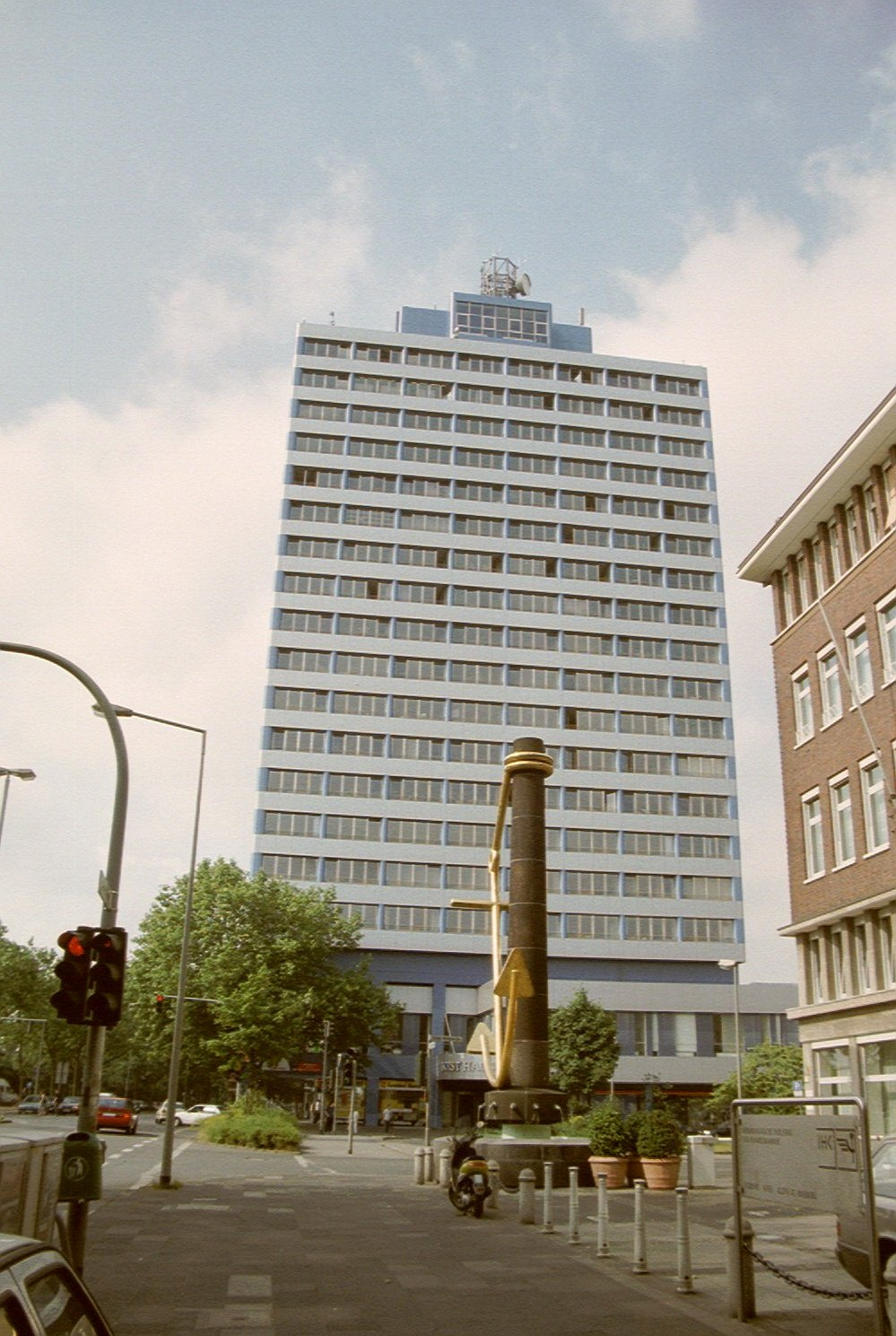
Hoisthaus Duisburg

Die städtischen Beschäftigten wählen Interessenvertretungen nach dem Landespersonalvertretungsgesetz Nordrhein-Westfalen (LPVG). Bei der Stadtverwaltung Duisburg bestehen folgende Personalvertretungen:
- Gesamtpersonalrat
- Personalrat Innere Verwaltung
- Personalrat Feuerwehr- und Zivilschutzamt

Bei den Wirtschaftsbetrieben Duisburg AöR besteht ein eigenständiger Personalrat, ebenso bei der Sparkasse Duisburg. Bei den in privatrechtlicher Form geführten Eigengesellschaften bestehen in der Regel Betriebsräte nach dem Betriebsverfassungsgesetz.
Es bestehen jeweils den Betriebs- oder Personalräten zugeordnete Jugend- und Auszubildendenvertretungen sowie Schwerbehindertenvertretungen.